# Nummulitoidea
Nummulitoidea, tradicionalmente denominada Nummulitacea, es una superfamilia de foraminíferos del suborden Rotaliina y del orden Rotaliida. Su rango cronoestratigráfico abarca desde el Paleoceno hasta la Actualidad.

## Clasificación
Nummulitoidea incluye a las siguientes familias:
- Familia Pellatispiridae
- Familia Nummulitidae
- Familia Discocyclinidae
- Familia Asterocyclinidae

Otra familia considerada en Nummulitoidea es:
- Familia Miscellaneidae